# Головний інженер
Головни́й інжене́р — це один з керівників компанії, що відповідає за технічну політику і напрями технічного розвитку підприємства (в умовах ринкової економіки).[джерело?]
Код за Класифікатором професій: 1223.1

## Завдання та обов'язки[1]
- Визначає технічну політику і напрями технічного розвитку підприємства в умовах ринкової економіки, шляхи реконструкції і технічного переозброєння діючого виробництва, рівень спеціалізації та диверсифікації виробництва на перспективу.
- Забезпечує необхідний рівень технічної підготовки виробництва та його постійне зростання, підвищення ефективності виробництва та продуктивності праці, скорочення матеріальних, фінансових і трудових витрат, раціональне використання виробничих ресурсів, високу якість та конкурентоспроможність продукції, що виробляється, робіт та послуг, що надаються, відповідність виробів, що випускаються, чинним державним стандартам, технічним умовам та вимогам технічної етики, а також їх надійність та довговічність.
- Згідно із затвердженими бізнес-планами підприємства на рік та на перспективу керує розробленням заходів щодо реконструкції та модернізації підприємства, запобігання шкідливому впливу виробництва на навколишнє середовище, дбайливого використання природних ресурсів, створення сприятливих і безпечних умов праці і високої культури виробництва.
- Організовує розроблення і виконання планів упровадження нової техніки і технології, проведення організаційно-технічних заходів, науково-дослідних та експериментальних конструкторських робіт. Забезпечує ефективність проєктних рішень, своєчасну та якісну підготовку виробництва, технічну експлуатацію, ремонт і модернізацію устаткування, досягнення високого рівня якості продукції в процесі її розроблення і виробництва.
- На основі сучасних досягнень науки і техніки, результатів патентних досліджень, а також передового досвіду з урахуванням кон'юнктури ринку організовує роботу з поліпшення асортименту та якості, удосконалення та оновлення продукції, що випускається, робіт (послуг), що надаються, техніки і технології, створення принципово нових конкурентоспроможних видів продукції, з проєктування і впровадження у виробництво засобів комплексної механізації та автоматизації технологічних процесів, контролю і випробувань високопродуктивного спеціалізованого устаткування, розроблення нормативів трудомісткості виробів і норм витрат матеріалів на їх виготовлення, послідовного здійснення режиму економії та скорочення витрат.
- Здійснює контроль за додержанням проєктної, конструкторської і технологічної дисципліни, правил та норм з охорони праці, виробничої санітарії та пожежної безпеки, вимог природоохоронних, санітарних органів, а також органів, що здійснюють технічний нагляд.
- Забезпечує своєчасну підготовку технічної документації (креслеників, специфікацій, технічних умов, технологічних карт тощо).
- Укладає з науково-дослідними, проєктними (конструкторськими і технологічними) установами та вищими навчальними закладами договори щодо розроблення нової техніки та технології виробництва, проєктів реконструкції підприємства, його підрозділів, оновлення і модернізації устаткування, комплексної механізації та автоматизації виробничих процесів, автоматизованих систем керування виробництвом, здійснює контроль за їх розробленням, організовує розгляд і впровадження проєктів технічного переозброєння, які розроблено сторонніми організаціями, складає заявки на придбання устаткування на умовах лізингу.
- Координує роботу з питань патентно-винахідницької діяльності, уніфікації, стандартизації та сертифікації продукції, атестації і раціоналізації робочих місць, метрологічного забезпечення, механоенергетичного обслуговування виробництва.
- Вживає заходів щодо вдосконалення організації виробництва, праці і управління на основі впровадження новітніх технічних та телекомунікаційних засобів виконання інженерних та управлінських робіт.
- Організовує проведення наукових досліджень і експериментів, випробувань нової техніки і технології, а також роботу у сфері науково-технічної інформації, раціоналізації і винахідництва, розповсюдження передового виробничого досвіду.
- Проводить роботу із захисту пріоритету впровадження науково-технічних рішень, підготовки матеріалів на їх патентування, отримання ліцензій та прав на інтелектуальну власність. Організовує навчання та підвищення кваліфікації працівників і забезпечує постійне вдосконалення підготовки персоналу.
- Керує діяльністю технічних служб підприємства, контролює результати їх роботи, стан трудової і виробничої дисципліни в підпорядкованих підрозділах.
- Є першим заступником директора підприємства і несе відповідальність за результати та ефективність виробничої діяльності[1][2].

## Повинен знати[1]
- законодавчі та нормативні правові акти, які регламентують виробничо-господарську та фінансово-економічну діяльність підприємства;
- постанови органів державної влади та місцевого самоврядування, які визначають пріоритетні напрями розвитку економіки та відповідної галузі, організаційно-розпорядчі документи та нормативні матеріали інших органів, що стосуються діяльності підприємства;
- профіль, спеціалізацію та особливості структури підприємства;
- перспективи технічного, економічного та соціального розвитку галузі та бізнес-план підприємства; *виробничі потужності підприємства;
- технологію виробництва продукції підприємства;
- порядок складання та погодження планів виробничо-господарської діяльності підприємства;
- ринкові методи господарювання та управління підприємством;
- порядок укладення і виконання господарських та фінансових договорів;
- вітчизняні і світові науково-технічні досягнення у відповідній галузі виробництва та досвід передових підприємств;
- економіку та організацію виробництва, праці та управління;
- основи екологічного законодавства;
- основи трудового законодавства.